# Heinrich Müller
Pour les articles homonymes, voir Müller et Heinrich Müller (homonymie).
Heinrich Müller, surnommé Gestapo Müller, né le 28 avril 1900 à Munich, disparu en mai 1945, est un SS-Gruppenführer, chef du département IV (Amt IV) de l'Office central de la sécurité du Reich, qui regroupait la Gestapo et la police des frontières. Il a joué un rôle majeur dans la planification et la mise en œuvre de la Shoah.
En tant que chef de la Gestapo, Müller est étroitement associé à tous les crimes qui ont été planifiés, préparés et organisés par l’Office central de la Sécurité du Reich. Au début du mois de septembre 1939, il donne notamment des instructions pour « le traitement spécial » (Sonderbehandlung), c'est-à-dire l’assassinat des opposants politiques. Le « service aux affaires juives » (Judenreferat) dirigé par Adolf Eichmann, au sein de la Gestapo, est directement sous ses ordres. Müller est responsable de la rédaction des rapports quotidiens (Ereignismeldungen) enregistrant les assassinats commis par les Einsatzgruppen. Il est un des fonctionnaires les plus puissants du régime national-socialiste.
Il fait partie des personnalités importantes du régime nazi qui n'ont jamais été capturées ou dont la mort n'a pu être prouvée. Il a été vu pour la dernière fois dans le Führerbunker à Berlin le 1er mai 1945. Son sort à la fin de la guerre reste incertain : mort le 1er ou le 2 mai 1945 ou ayant réussi à fuir hors d'Allemagne.
En 2013, un historien allemand affirme que le corps de Müller aurait été enterré à l’été 1945 dans un cimetière juif de Berlin, dans le secteur soviétique.
Le surnom de Gestapo Müller permettait de le distinguer d'un autre dignitaire nazi, le juriste et fonctionnaire SS Heinrich Müller (de) portant les mêmes nom et prénom, de surcroît au même grade dans la hiérarchie SS.

## Biographie

### La jeunesse
Müller naît dans une famille ouvrière catholique de Munich, capitale de la Bavière. Il ne suit que huit années de scolarité et ne décroche son brevet de fin d'études secondaires que tardivement. Il travaille d'abord comme apprenti mécanicien chez BMW, sur des avions de combat. En 1917, il se porte volontaire dans l'armée allemande et sert en tant que pilote pour une unité de repérage d'artillerie durant la fin de la Première Guerre mondiale. Pendant son service, il est remarqué pour sa bravoure qui lui vaut plusieurs décorations dont la croix de fer 2e classe. Il est démobilisé en 1919 avec un grade de sous-officier.
La même année, il s'engage dans la police bavaroise et participe à la répression de la république des Conseils. Après avoir été témoin de l'exécution d'otages par les communistes à Munich pendant cet évènement, il développe une haine profonde et durable à l'égard du communisme.

### Dans la police politique bavaroise
Durant la république de Weimar, Müller devient le responsable de la section politique de la police bavaroise, poste où il sert le régime avec zèle et fidélité ; cette section est alors connue pour sa proximité avec les partis démocratiques, notamment avec le Parti populaire bavarois, et porte de rudes coups aux nazis pendant les années de lutte clandestine de Hitler.
Le 9 mars 1933, lors du putsch des nazis qui renverse le ministre-président Heinrich Held, Müller conseille à ses supérieurs l'usage de la force contre les putschistes,.
Dès la prise du pouvoir par les nazis en Bavière, Müller tourne casaque et déploie une activité intense pour le compte du régime national-socialiste : il se montre tout disposé à le servir avec la même conscience professionnelle et le même zèle qu'il avait déployés au service de la démocratie weimarienne. Si les actions de Müller pour défendre la république lui valent l'hostilité de nombreux nazis, elles facilitent paradoxalement son ascension au sein de l'appareil répressif du Troisième Reich : Müller bénéficie de l'appui de ses deux supérieurs directs, Heinrich Himmler et Reinhard Heydrich, respectivement chef de la police de Bavière et chef de la police politique bavaroise (L125-153), qui voient en lui un policier professionnel et compétent, dont le passé et les rivalités qu'il suscite assurent la fidélité à ses protecteurs,.

### À la Gestapo

#### Une carrière en progression

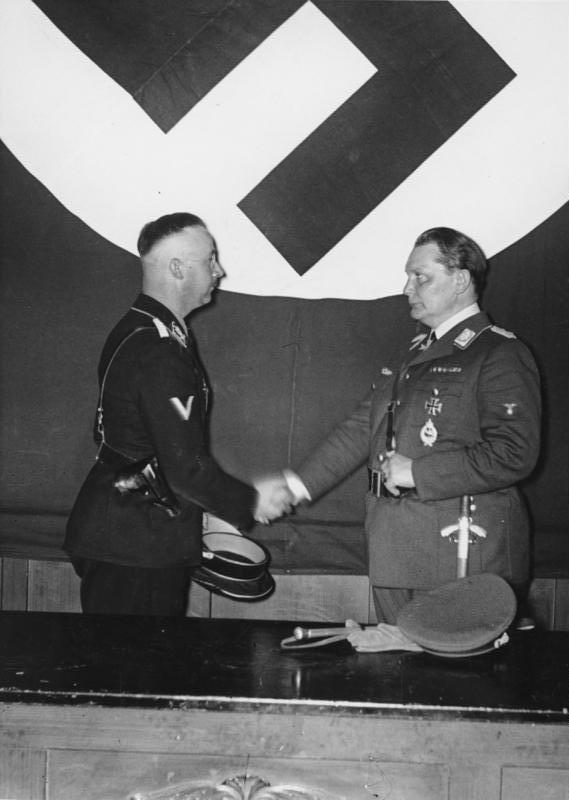
Hermann Göring félicitant Heinrich Himmler, en avril 1934.

Le 20 avril 1934, dans le cadre de la lutte d'influence qui l'oppose à Hermann Göring et Rudolf Diels, Heinrich Müller est nommé inspecteur de la police d'État en Prusse et Reinhard Heydrich, qui conserve la direction du SD, directeur du département de la police secrète d'État (L170). Heinrich Müller est l'un des collaborateurs les plus importants de Heydrich dans le cadre de cette nouvelle mission : il est choisi en raison de son efficacité au sein de la police politique bavaroise et malgré son manque d'engagement politique : il ne rejoint le parti nazi que le 31 mai 1939.
Au sein de la police politique, Müller devient l'expert de Heydrich pour tous les aspects de la lutte anti-communiste, qui vise notamment au démantèlement du KPD ; tout comme son supérieur, il est fasciné par les méthodes d'interrogatoire des Soviétiques, qui leur permettent d'obtenir des « aveux monstrueux » lors des procès de Moscou. Il n'est pas exclu qu'il ait joué un rôle dans l'élimination par Joseph Staline de Mikhaïl Toukhatchevski et d'une grande partie de la hiérarchie militaire de l'Armée rouge en 1937. Infatigable expert en bolchevisme, Müller considère son bureau comme un second chez-soi : selon Rudolf Höss, on peut le joindre à tout moment, de jour comme de nuit, et le dimanche comme les jours de fête. Son zèle est récompensé : le 1er juillet 1936, il succède à Heydrich à la direction du deuxième département du SD, chargé des affaires de politique intérieure ; en septembre 1939, lors de la création du RSHA, il est officiellement nommé à la tête du quatrième bureau du RSHA, la Gestapo, qu'il dirige de facto depuis 1935 et dont la compétence recouvre tout le territoire du Reich depuis le 20 septembre 1936 (L200). À ce poste, Müller développe une rivalité avec le directeur de la Kriminalpolizei, Arthur Nebe. Successeur potentiel de Heydrich, dont il assure le suivi des affaires en cas d'absence, Müller voit la progression de sa carrière s'arrêter avec la mort de son protecteur, le 4 juin 1942. Il reste cependant le chef incontesté de la Gestapo jusqu'à sa disparition, le 1er ou 2 mai 1945.

#### 1934-1939: la répression

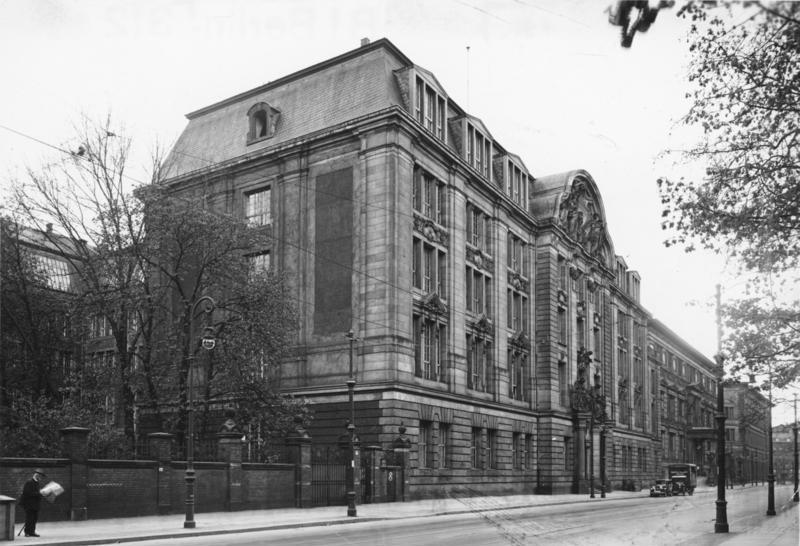
Le quartier général de la Gestapo à Berlin, Prinz-Albrecht-Straße.

Sous la direction de Müller, les persécutions de la Gestapo se concentrent sur quelques cibles : les Juifs, le Parti communiste, les Églises, protestantes et catholiques, ainsi que les sectes. La destruction de l'appareil clandestin du parti communiste est quasiment achevée en 1937 ; les mesures antisémites visent à forcer l'émigration ; la lutte contre toute critique des Églises contre le nazisme se traduit par une vague d'enquêtes et de procès pour violation de la législation sur les devises et faits de mœurs ; à partir de 1936, la Gestapo accroît sa pression sur les Témoins de Jéhovah, dont de nombreux membres sont internés en camps de concentration.
« Pour se concilier les bonnes grâces de Heydrich, [...] il participa à toutes les machinations montées par Himmler : il fut chargé de mener à bien la plupart des missions délicates ». Selon Jacques Delarue, il réalise son premier coup de maître avec le montage de l'affaire Blomberg-Fritsch en 1937, qui écarta le ministre de la Guerre, Werner von Blomberg, et le commandant en chef de l'armée de terre allemande, Werner von Fritsch. Sous les ordres de Müller, la Gestapo participe à la préparation de l'Anschluss, puis à l'élimination des opposants autrichiens, via l'internement en camp de concentration ou des assassinats. Lors de la nuit de Cristal du 11 au 12 novembre 1938, Müller est chargé par Heydrich d'empêcher toute intervention de la police contre les violences antisémites. Le 31 août 1939, il participe à la mise en scène de l'attaque de la station de radio de Gleiwitz, qui sert de prétexte à l'invasion de la Pologne : il fait assassiner six détenus du camp de concentration de Sachsenhausen, dont les cadavres, revêtus d'uniformes de l'armée polonaise, sont disposés devant la station de radio et le poste de douane de Hochlinden.
Comme chef des opérations de la Gestapo — puis après 1939 comme son directeur —, Müller joue un rôle prépondérant dans la recherche et la suppression de toute forme de résistance au régime nazi. Sous son autorité, la Gestapo réussit à infiltrer — et dans une large mesure à détruire — les réseaux secrets du Parti communiste et du Parti social-démocrate à la fin 1935. Il est également impliqué dans la politique du régime à l'égard des Juifs, bien qu'Heinrich Himmler et le ministre de la Propagande Joseph Goebbels en soient responsables.
Adolf Eichmann dirige le Bureau du Repeuplement, puis le Bureau des Affaires juives de la Gestapo (la section de la Division IV connue sous le nom de Referat IV B4).

#### 1939-1945: répression et extermination

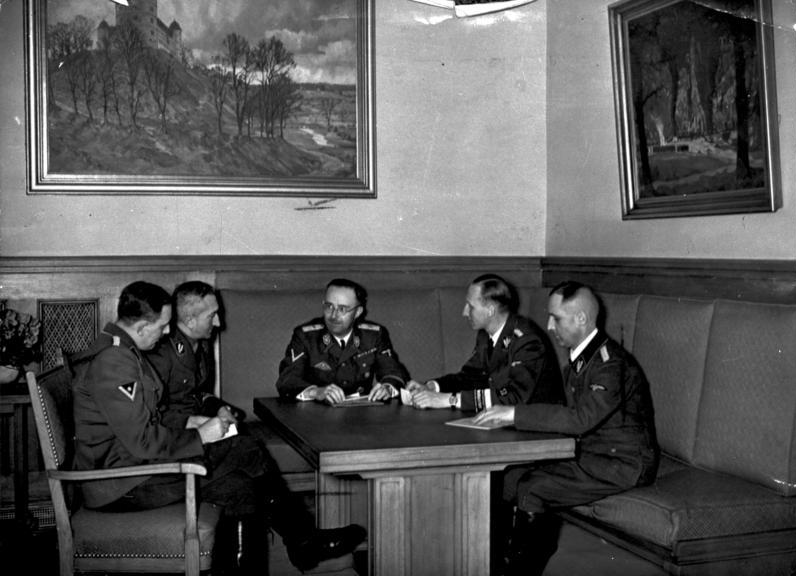
Début de l'enquête concernant l’attentat du 8 novembre 1939 contre Hitler : sont réunis à Munich peu après (de gauche à droite) Franz Josef Huber, Arthur Nebe, Heinrich Himmler, Reinhard Heydrich et Heinrich Müller.

Durant la Seconde Guerre mondiale, Müller est largement impliqué dans les opérations d'espionnage et de contre-espionnage, particulièrement à partir du moment où le régime nazi perd confiance dans le renseignement militaire — l'Abwehr — qui à l'époque de l'amiral Wilhelm Canaris devient un foyer d'activité pour la résistance allemande. En 1942, il infiltre avec succès l’Orchestre rouge, un réseau d'espionnage soviétique et l'utilise pour transmettre de fausses informations aux services de renseignements soviétiques.
Au sein de la hiérarchie nazie, Müller occupe une place intermédiaire entre Reinhard Heydrich, le directeur du RSHA (l'Office central de sécurité du Reich), et Adolf Eichmann l'architecte du plan d'extermination des Juifs en Europe, chargé de leur déportation vers les ghettos de l'Est et les camps de la mort. Ainsi, bien que sa principale mission reste la gestion de la police secrète au sein du Reich, il est de fait en responsabilité du plan d'extermination des Juifs en Europe.
Après l'invasion de l'Union soviétique qui commence le 22 juin 1941, Müller est notamment chargé de recueillir et de diffuser les rapports des Einsatzgruppen, qui parviennent à exécuter par balles près de 1 400 000 Juifs en 12 mois. Il envoie Eichmann en tournée d'inspection dans les territoires occupés d'Union soviétique, et reçoit ainsi des rapports détaillés sur l'avancée des travaux des Einsatzgruppen.
En janvier 1942, il est présent à la conférence de Wannsee, durant laquelle Heydrich fait part aux officiels du parti et à plusieurs membres du gouvernement du Reich de la mise en œuvre de la Solution finale de la question juive. À l'issue de la réunion, Müller partage un moment de détente avec Heydrich et Eichmann autour d'un verre de cognac.
En mai 1942, Heydrich est assassiné à Prague par des agents tchécoslovaques parachutés de Londres quelques mois plus tôt : il s'agit de l'opération Anthropoid. Müller est envoyé sur place pour y mener l'enquête. Il réussit, par le biais de la corruption et de la torture, à repérer les assassins qui se sont réfugiés dans une église orthodoxe de la ville : ceux-ci sont assiégés et finissent par être abattus ou se suicider. En dépit de ce succès relatif, son influence au sein du régime décline quelque peu après la mort de Heydrich.
En 1943, il expose ses divergences avec Himmler sur le comportement à adopter face à la multiplication des preuves de l'existence d'un réseau de résistance au sein de l'État allemand, particulièrement l'Abwehr, le service de renseignements de l'état-major allemand, et le ministère aux Affaires étrangères. En février 1943, il démontre de façon irréfutable l'implication de Canaris, chef de l'Abwehr, dans la résistance ; malgré cela, Himmler lui demande de classer l'affaire. Müller se rapproche alors de Martin Bormann, rival de Himmler.
L'année suivante, Müller joue un rôle clé dans la vague de répression qui suit l’attentat du 20 juillet 1944 contre Adolf Hitler : lorsque lui est remise la croix de chevalier avec épées de l'ordre du mérite militaire, normalement réservée aux combattants du front, Himmler et Ernst Kaltenbrunner soulignent sa contribution « rapide et décisive à la défaite, à l'arrestation et à l'élimination des traîtres du 20 juillet 1944 et de leurs complices ».
Dans les derniers mois de la guerre, Müller conserve son poste, apparemment toujours confiant dans la victoire de l'Allemagne : il confie à l'un de ses officiers en décembre 1944 que l'offensive des Ardennes va permettre la reconquête de Paris.
En avril 1945, il fait partie du dernier groupe de fidèles rassemblés dans le Führerbunker autour de Hitler alors que l'Armée rouge progresse dans Berlin. L'interrogatoire dans les caves de l'église de la Trinité de Fegelein, officier de liaison de Himmler, ayant quitté sans autorisation le Bunker le 26 avril, constitue l'un de ses dernières missions. Fegelein est exécuté dans les jardins de la chancellerie du Reich après la découverte de l’ouverture de négociations entre Himmler et les Alliés en vue de la capitulation allemande.

### Disparition
Müller est vu pour la dernière fois dans le Führerbunker le soir du 1er mai 1945, le lendemain du suicide d'Hitler. À partir de cette date, son sort est incertain et controversé. De nombreux auteurs pensent qu'il a trouvé la mort lors de sa fuite ; d'autres, comme Jacques Delarue émettent l'hypothèse de son recrutement par le KGB ou de son exil en Amérique du Sud,.

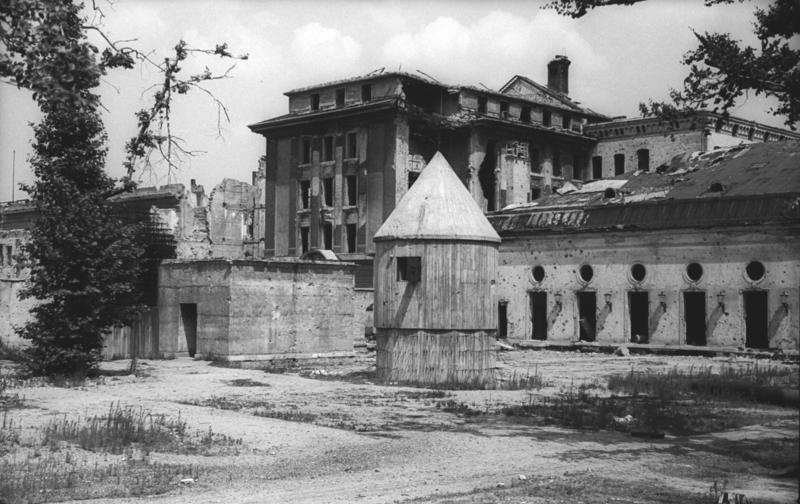
L'entrée et la bouche d'aération du Führerbunker dans les jardins de la Chancellerie, en 1947, fortement abîmées par les combats.

#### Le dossier de la CIA
Le dossier de la CIA concernant Müller fut déclassifié en 2001, en application de la Loi sur la Liberté de l'Information. Celui-ci rend compte des tentatives infructueuses de plusieurs agences américaines pour retrouver Müller. Le commentaire des Archives nationales des États-Unis sur ce dossier est le suivant :

« Bien que ne donnant aucune conclusion sur le destin final de Müller, le dossier est très clair sur un point. Ni la CIA, ni les agences qui l'ont précédée n'ont jamais eu d'informations à propos de Müller après la guerre. En d'autres termes, la CIA n'a jamais été en contact avec Müller. »

Le dossier de la CIA montre que d'intenses recherches ont été lancées pour retrouver Müller, ainsi que d'autres dirigeants nazis, dans les mois qui ont suivi la capitulation de l'Allemagne. Les recherches étaient menées par la branche de contre-espionnage du Bureau des services stratégiques, ancêtre de la CIA. Les recherches furent compliquées par le fait que « Heinrich Müller » est un nom répandu en Allemagne. Les Archives nationales des États-Unis font ce commentaire :

« À la fin 1945, les forces d'occupation américaines et britanniques en Allemagne ont réalisé des enquêtes sur plusieurs Heinrich Müller, qui avaient tous des dates de naissance, des caractéristiques physiques et des parcours professionnels différents... Une partie du problème tient au fait que certains de ces Müller, dont Heinrich « Gestapo » Müller, semblaient ne pas posséder de second prénom. Une autre source de confusion fut l'existence de deux généraux SS nommés Heinrich Müller. »

Les États-Unis étaient toujours à la recherche de Müller en 1947, quand des agents fouillent, sans résultat, la maison d'Anna Schmid, sa maîtresse durant la guerre. En outre, dès le début de la guerre froide entre les États-Unis et l'Union soviétique et la nouvelle orientation stratégique des services américains de renseignements qui s'ensuivit, la traque des criminels de guerre nazis devint secondaire.
La Royal Air Force, Special Investigation Branch, avait également un intérêt à retrouver Müller en raison des exécutions au Stalag Luft III à la suite d'une évasion réussie.

#### Dernières informations et rumeurs
En 1967, dans la ville de Panama, Francis William Keith fut accusé d'être Heinrich Müller, l'ancien chef de la Gestapo. Les diplomates d'Allemagne de l'Ouest firent pression sur le Panama pour l'extrader vers Berlin afin qu'il soit jugé. Les procureurs allemands annoncèrent que Mme Sophie Müller, âgée de 64 ans, avait identifié cet homme comme son mari. Francis William Keith fut libéré après qu'on eut vérifié que ses empreintes digitales n'étaient pas celles de Heinrich Müller.
Les services ouest-allemands prirent également en compte plusieurs rapports qui concluaient à la découverte de son corps, inhumé dans les jours suivant la chute de Berlin. Aucune des sources de ces rapports n'était totalement fiable ; les rapports étaient contradictoires, et aucun d'entre eux ne put être confirmé. Le plus intéressant de ces rapports venait de Walter Lüders, ancien membre de la Volkssturm — la milice populaire allemande —, qui dit avoir participé à une unité d'inhumation qui avait découvert le cadavre d'un général SS dans les jardins de la Chancellerie du Reich, sur lequel avaient été trouvés les papiers d'identité de Müller. Selon Lüders, le corps avait été enterré dans une fosse commune dans un ancien cimetière juif de la Grosse Hamburger Strasse, dans le secteur soviétique de Berlin. Inaccessible en 1961, le lieu ne put être fouillé et aucune investigation ne fut tentée après la réunification allemande en 1990.
D'autres hypothèses sont également avancées sans qu'aucune preuve ne soit apportée. Le commentaire des Archives nationales américaines à ce sujet est le suivant : 

« Plus d'informations sur le sort de Müller pourraient encore se dégager des fichiers secrets de l'ancienne Union soviétique. Celui de la CIA, en soi, ne permet pas de conclusions définitives. Prenant en compte les documents actuellement disponibles, les auteurs de ce rapport concluent que Müller mourut probablement à Berlin au début de mai 1945. »

Le 31 octobre 2013, l'hypothèse d'une mort dans les derniers jours de la guerre et d'un enterrement dans une fosse commune d'un cimetière juif est relancée : le journal allemand Bild annonce que, selon des archives retrouvées par un historien, Johannes Tuchel, directeur du mémorial de la Résistance allemande, le corps de Müller avait été d’abord enterré dans une tombe provisoire près de l'ancien ministère de l'Air du Reich ; il portait un uniforme de général avec dans la poche intérieure gauche des papiers avec ses états de service et une photo. Un document de la mairie d'arrondissement de Mitte de l'époque indique que, en août 1945, il aurait été transféré par une équipe d’inhumation dans la fosse commune du cimetière juif de la Grosse Hamburger Strasse,,,, situé dans le secteur soviétique, parmi 3 000 autres cadavres. Toutefois, un chasseur de nazis interrogé, Efraim Zuroff, a précisé que seules des preuves ADN seraient susceptibles de confirmer que le cadavre en question est bien celui de Müller, car les nazis en fuite plaçaient souvent des faux papiers à leur identité sur des cadavres, dans le but de faire croire à leur mort.

## Jugements sur Müller
L'historien Richard J. Evans a écrit de lui :

« Müller était obsédé par le devoir et la discipline, et considérait toutes les tâches qui lui étaient confiées comme si elles étaient des ordres militaires. C'était un vrai bourreau de travail qui ne prenait jamais un jour de congé. Müller était déterminé à servir l'État allemand, et cela sans distinction de régime politique et était convaincu que c'était le devoir de tous que d'obéir à ses ordres. »

— Richard J. Evans, The Third Reich in Power
Evans note également que Müller était un serviteur du régime sans ambition, ni dévotion à Hitler :

« L'auteur d'un mémorandum interne du parti nazi [...] indique ne pas comprendre comment « un opposant si farouche du mouvement » a pu devenir chef de la Gestapo, surtout après avoir présenté Hitler comme « un peintre en bâtiment immigrant et chômeur » et un « Autrichien insoumis ». »

— Richard J. Evans, The Third Reich in Power
Le 4 janvier 1937, une évaluation réalisée par un Stellvertretender-Gauleiter de la section Munich-Haute-Bavière du NSDAP le présente sous un jour peu favorable :

« L'inspecteur en chef de la Police criminelle Heinrich Müller n'est pas membre du Parti. Il n'a jamais non plus participé de manière active aux activités du Parti ou de l'une de ses organisations auxiliaires. Il se présente dans un uniforme de SS-Obersturmbannführer qu'il porte grâce à son poste dans la Gestapo ; pourtant, on l'a autorisé à porter la bande (symbole de l'appartenance au mouvement avant le Soulèvement national).
Avant sa prise de pouvoir, Müller était employé au service politique du quartier-général de la police. Il a accompli son devoir sous le commandement de Koch, de Nortz et de Mantel. Son travail consistait à superviser et traiter les mouvements de gauche. Il faut reconnaître qu'il s'est battu contre eux avec vigueur, parfois en ignorant le cadre légal et les règles en la matière. Mais il est également clair que, si tel avait été son travail, Müller aurait agi de la même manière avec la Droite ; avec son ambition sans bornes et sa pugnacité, il aurait gagné le respect de ses supérieurs au sein du Système de la même manière. Selon ses propres opinions, il appartient au camp nationaliste et son point de vue varie entre celui du Parti populaire allemand et celui du Parti populaire bavarois. Mais en aucun cas, il n'était un national-socialiste.
Quant à ses qualités de caractère, il faut les considérer sous une lumière encore plus pauvre que ses qualités politiques. Il est sans pitié, joue des coudes, tente continuellement de démontrer son efficacité et de faire siennes toutes les gloires.
Dans son choix des responsables de la police politique bavaroise, il prit garde de ne proposer que des officiers moins expérimentés que lui, ou qui lui étaient inférieurs en termes de compétences. De cette manière, il pouvait conserver ses rivaux à distance. Dans ce choix, il ne tint aucun compte des considérations politiques, il n'avait à l'esprit que son but égoïste.
Le Gauleiter de la section Munich-Haute-Bavière ne peut donc recommander une promotion anticipée pour Müller, étant donné qu'il n'a en rien favorisé le Soulèvement national. »

Le biographe de Himmler, Peter Padfield, a noté ceci :

« Il [Müller] était l'archétype d'un officiel de second rang : imagination limitée, désintérêt pour la politique et pour l'idéologie, son seul fanatisme est celui avec lequel il tente d'atteindre la perfection dans son métier et dans son devoir envers l'État — qui dans son esprit n'étaient qu'une seule et même chose... Un petit homme au regard perçant et aux lèvres minces, un organisateur doué, foncièrement impitoyable, un homme qui ne vivait que pour son travail. Müller devient membre du parti nazi en 1939 par pur opportunisme : augmenter ses chances de promotion. »

## Dans la fiction

### Cinéma
- 1958 : Chef de réseau par Alexander Knox
- 1989 : L'Orchestre rouge par Manfred Andrae
- 2008 : Hitler est kaput ! par Iouri Galtsev
- 2015 : Elser, un héros ordinaire, de Oliver Hirschbiegel

### Télévision
- 1973 : Dix-sept Moments de printemps par Leonid Bronevoï
- 1977 : Reinhard Heydrich - Manager des Terrors par Friedrich G. Beckhaus
- 1984 : Conférence de Wannsee par Friedrich G. Beckhaus
- 2001 : Conspiration par Brendan Coyle
- 2006 : The Doers of Coming Deeds par Jason Gerhardt

### Littérature
- Dans la dernière partie de l'œuvre de Philip Kerr, Un requiem allemand, Müller apparaît sous une fausse identité, comme membre d'une organisation d'anciens nazis collaborant avec les Américains dans le but de restaurer la grandeur de l'Allemagne.
- Dans son roman Un long moment de silence édité en 2013, le romancier belge Paul Colize crée un personnage, Heinrich Müller, qui se cache sous une fausse identité, Otto Kallweit. Ce dernier est bibliothécaire à Neuhof. L'intrigue romanesque conduit une mystérieuse organisation de justiciers surnommée « Le Chat » à éliminer l'ancien nazi le jeudi 4 mai 1950. La date de naissance du gestapiste fictionnel est différente du vrai personnage mais les éléments de biographie avancés par l'auteur concernent bien le Müller réel. Le roman a obtenu le Prix Landerneau Polar 2013.
- Antonio Manzanera consacre son roman Le Rapport Müller (Umbriel 2013) au chef de la Gestapo.
- La Barnes Review déclare qu'il fut engagé par la CIA après la guerre.
- Dans Les Bienveillantes de Jonathan Littell, il devient le chef de Thomas Hauser.
- Dans le roman de James Patterson paru en 1979, The Jericho Commandment (republié en 1997 sous le titre, See How They Run), Müller est le numéro 1, à La Arana, du Quatrième Reich d'Amérique latine.